# San Miguel (Putumayo)
San Miguel é um município da Colômbia, localizado no departamento de Putumayo.